# Strmca, Laško
Strmca este o localitate din comuna Laško, Slovenia, cu o populație de 397 de locuitori.